# Słowiki Nowe
Słowiki Nowe – wieś sołecka w Polsce położona w województwie mazowieckim, w powiecie kozienickim, w gminie Sieciechów. Do końca 2017 roku pod nazwą Nowe Słowiki miejscowość była częścią wsi Stare Słowiki.
W latach 1975–1998 Nowe Słowiki administracyjnie należały do województwa radomskiego.
Przez wieś przebiega trasa drogi wojewódzkiej nr 738.
Wierni kościoła rzymskokatolickiego należą do parafii Najświętszego Serca Jezusowego i św. Leonarda w Brzeźnicy.